# Anomalie della cheratinizzazione
Le anomalie della cheratinizzazione sono un gruppo di patologie cutanee caratterizzate da alterazioni qualitative o quantitative dello strato corneo.

## Classificazione
- ipercheratosi: ispessimento anomalo dello strato corneo;
- paracheratosi: conservazione anomala dei nuclei dello strato corneo;
- discheratosi: cheratinizzazione precoce delle cellule isolate del corpo mucoso di Malpighi.

### Le ipercheratosi
- l'ittiosi: è un ingrossamento dello strato corneo con riduzione o assenza dello strato granuloso. Questa dermatosi compare nei primi anni di vita. La pelle diviene secca, callosa su tutto il corpo ad eccezione delle ascelle, delle pieghe dei gomiti, degli incavi poplitei, del collo.

- la cheratosi follicolare o cheratosi pilare è una dermatosi caratterizzata da un'aridità del tegumento e da piccole papule follicolari situate principalmente sulle braccia, sulle gambe, sulla faccia esterna delle cosce.

- le cheratodermie palmo-plantari possono essere di due tipi:
  - callosità quali callo e durone: il durone compare sulle zone di sfregamento. Il callo è un piccolo tumore, duro, doloroso, che si forma a livello delle articolazioni, delle falangi dei piedi. È dovuto alla compressione prolungata dei tessuti.
  - le verruche sono escrescenze papillomatose e ipercheratosiche, di colore vicino a quello della pelle normale, di taglia variabile (da qualche millimetro a più centimetri). Si formano nelle mani o nei piedi.

### Le paracheratosi
- la dermatite seborroica è una dermatosi frequente, caratterizzata da placche eritematose a squame grasse. Sono localizzate nel cuoio capelluto, nelle sopracciglia, nei solchi naso-genieni, nei solchi retro-auricolari, nei condotti uditivi esterni e nella regione medio-sternale.

- la psoriasi è un'affezione caratterizzata da placche eritemato-squamose ben delimitate, di colore rosa o rosso nascoste da numerose squame biancastre, lucide, secche, friabili. Gli elementi della psoriasi risiedono sui gomiti, ginocchia, regioni sacro-lombari, tronco. Normalmente predominano sulle parti coperte, si manifestano raramente sul viso, ma possono colpire il cuoio capelluto e le unghie.

### Le discheratosi
- la malattia di Darier o discheratosi follicolare di Darier è un'affezione ereditaria, cronica, caratterizzata da ammassi di papule cheratosiche grigiastre che si formano sul cuoio capelluto, sulle zone seborroiche della fronte, sulle pliche nasogeniene.